# Profanacja (powieść)
Profanacja (ang. Desecration: Antichrist Takes the Throne) – IX tom bestsellerowej serii Powieść o czasach ostatecznych autorstwa Tima LaHaye’a i Jerry’ego B. Jenkinsa.

## Opis fabuły
Nicolae Carpathia bezcześci Świątynię Jerozolimską. Przyjeżdża do niej na ogromnej świni, a następnie profanuje Święty Przybytek - obmywa ręce w krwi i zasiada na tronie. Hattie Durham publicznie występuje przeciw niemu. Zostaje rażona piorunem, sprowadzonym z nieba przez Leona Fortunato (Fałszywego Proroka), po czym ginie, zamieniając się w garść popiołu. Tysiące i miliony ludzi przyjmują znak bestii. Anioł wylewa pierwszą czaszę gniewu Boga na ziemię: "A wrzód złośliwy, bolesny, wystąpił na ludziach, co mają znamię Bestii, i na tych, co wielbią jej obraz." (Ap 16, 2). Wrzody obecne są również na ciele osób znajdujących się w ścisłym kierownictwie Globalnej Wspólnoty, skupionym wokół Antychrysta. Gdy świątynia zostaje sprofanowana, Żydzi i niewierzący przyłączają się do buntu przeciw Carpathii a wielu z nich nawraca się.
Opozycja Ucisku koordynuje "Operację Orzeł" - exodus wierzących do Petry, starożytnego miasta mającego stać się schronieniem dla prześladowanych. Przewodzi im - niczym współczesny Mojżesz - doktor Chaim Rozenzweig (ukrywający się pod imieniem Micheasz). Wraz z Buckiem Williamsem wymusza on na Nicolae Carpathii zgodę na powiedzenie wiernych do nowego schronienia. David Hassid, który jako jeden z pierwszych przybywa do Petry, aby przygotować całą infrastrukturę technologiczną. Przebywając poza miastem, zostaje zamordowany przez dwóch dezerterów z armii Globalnej Wspólnoty (siły lądowe zaatakowały pielgrzymów, jednak Bóg sprawił, iż rozstąpiła się ziemia, która pochłonęła wojsko i ciężki sprzęt). Anioł wylewa drugą czaszę gniewu Bożego na morze: "I stało się ono krwią jakby zmarłego, i każda z istot żywych poniosła śmierć - te, które są w morzu." (Ap 16, 3). Powoduje to niewyobrażalny kataklizm - w morzach i oceanach umierają zwierzęta, statki zostają unieruchomione, giną tysiące ludzi.
W Chicago Chloe Williams samotnie opuszcza nocą wieżowiec Stronga i udaje się w kierunku źródła światła, które namierzyła. W dawnym kantorze odnajduje grupę kilkudziesięciu wierzących, którym przewodzi Enoch (nazywają siebie wspólnotą "Miejsce"). Chloe pomaga im i zaopatruje ich w żywność.
Do Grecji przybywa nowy członek Opozycji Ucisku - George Sebastian, by zabrać dwoje nastolatków uwolnionych niedawno przez Albiego i Bucka. George wpada w zasadzkę: okazuje się, iż miejsce Georgiany (która na torturach ujawniła plan ucieczki) zajęła agentka Globalnej Wspólnoty, Elena. Trzej wierzący, Lukas Miklos, Marcel Papadopoulos i Kronos, zostają zamordowani. George zostaje pochwycony i uwięziony.
Doktor Tsion Ben-Judah przybywa do Petry i przemawia do zgromadzonego tam miliona uchodźców. Antychryst wysyła dwa myśliwce bombardujące, by zniszczyły miasto; dodatkowo każe również wystrzelić rakietę z ziemi w kierunku schronienia wierzących. Rozpoczyna się nalot. Myśliwce odpalają rakiety. Antychryst triumfuje...

## Główni bohaterowie

### Wierzący
- Rayford Steele – były pilot linii lotniczych Pan-Continental, stracił żonę i syna podczas Pochwycenia, były dowódca samolotu Global Community One (osobistej maszyny Nicolae Carpathii), członek pierwotnej Opozycji Ucisku, międzynarodowy zbieg; przebywa z misją w Mizpe Ramon na pustyni Negev (centrum dowodzenia "Operacji Orzeł")
- Cameron "Buck" Williams – były dziennikarz pisma "Global Weekly", były wydawca "Global Community Weekly", członek pierwotnej Opozycji Ucisku, redaguje magazyn internetowy "Słowo Prawdy", zbieg, przebywa incognito z misją w Izraelu (Hotel "Król Dawid" w Jerozolimie)
- Chloe Steele Williams – córka Rayforda, żona Bucka Williamsa, straciła matkę i brata podczas pochwycenia, członkini pierwotnej Opozycji Ucisku, matka 15-miesięcznego Kenny'ego Bruce’a, kieruje międzynarodową siecią wymiany towarowej, służącej wierzącym, ukrywa się w wieżowcu Stronga w Chicago
- Doktor Tsion Ben-Judah – rabin i naukowiec, jeden z nawróconych na chrześcijaństwo Żydów, duchowy przywódca i nauczyciel Opozycji Ucisku; poszukiwany przez Globalną Wspólnotę za głoszenie wiary uciekł do USA; za pomocą Internetu głosi Ewangelię i wzywa ludzi do nawrócenia, ukrywa się w wieżowcu Stronga w Chicago
- Chaim Rosenzweig – botanik, laureat Nagrody Nobla, odkrywca formuły, która zmieniła izraelskie pustkowia w kwitnące i żyzne tereny uprawne, Człowiek Roku pisma "Global Weekly", po zabiciu Antychrysta ukrywa się w USA; wraca do Izraela i przebywa incognito w Hotelu "Król Dawid" w Jerozolimie
- Leah Rose – pracownica administracji Arthur Young Memorial Hospital w Palatine, nadzorująca pielęgniarki; przebywa w Mizpe Ramon
- Hattie Durham – była stewardesa, asystentka i kochanka Nicolae Carpathii, przybywa z misją (zleconą przez Opozycję Ucisku) do Jerozolimy
- Al B. (aka "Albie") – pochodzi z Al Basrah (północny Kuwejt), były dyrektor wieży lotniczej w Al Basrah, międzynarodowy handlarz na czarnym rynku, pomaga Rayfordowi w Mizpe Ramon
- David Hassid – dyrektor zaopatrzenia w kwaterze Globalnej Wspólnoty w Nowym Babilonie, uznany za zmarłego w katastrofie lotniczej, przebywa z misją w Mizpe Ramon, a następnie w Petrze
- Mac McCullum – pilot Nicolae Carpathii, przebywa w pałacu Globalnej Wspólnoty w Nowym Babilonie, uznany za zmarłego w katastrofie lotniczej, udaje się z misją do Mizpe Ramon
- Abdullah Smith – pochodzący z Jordanii pilot odrzutowców i myśliwców; pierwszy oficer Phoenixa 216, uznany za zmarłego w katastrofie lotniczej, udaje się z misją do Mizpe Ramon
- Hannah Palemoon – pielęgniarka Globalnej Wspólnoty w Nowym Babilonie, uznana za zmarłą w katastrofie lotniczej, udaje się z misją do Mizpe Ramon
- Ming Toy – wdowa, była strażniczka Globalnej Wspólnoty w klinice w Belgii, przebywa w wieżowcu Stronga w Chicago
- Chang Wong – brat Ming Toy, pracownik w kwaterze głównej Globalnej Wspólnoty w Nowym Babilonie
- Lukas ("Laslos") Miklos – właściciel przedsiębiorstwa handlującego lignitem (Grecja), stracił żonę, swego proboszcza i jego żonę, którzy zostali zgilotynowani, ukrywa się w Grecji
- Gustaf Zuckermandel Jr. ("Zeke", "Mały Zeke" lub "Z") – fałszerz dokumentów i specjalista od zmiany wyglądu; stracił ojca (został zgilotynowany, gdy odmówił przyjęcia znaku bestii), ukrywa się w wieżowcu Stronga w Chicago
- Steve Plank (Pinkerton Stephens) – były wydawca "Global Weekly", były specjalista public relations pracujący dla Carpathii, okaleczony podczas trzęsienia ziemi wywołanego "gniewem Baranka", pracuje w siłach pokojowych Globalnej Wspólnoty, potajemnie pomaga Opozycji Ucisku
- Georgiana Stavros – nastolatka uwolniona przez Albiego i Bucka z więzienia w Ptolemais w Grecji, uniknęła przyjęcia znaku bestii
- Marcel Papadopoulos – nastolatek uwolniony przez Albiego i Bucka z więzienia w Ptolemais w Grecji, uniknął przyjęcia znaku bestii

### Wrogowie chrześcijaństwa
- Nicolae Jetty Carpathia – były Prezydent Rumunii, były Sekretarz Generalny ONZ, Przywódca Globalnej Wspólnoty (Potentat), Antychryst, zabity podczas zamachu w Jerozolimie, zmartwychwstaje po 3 dniach (w Nowym Babilonie), ogłoszony bogiem, przybywa do Jerozolimy
- Leon Fortunato – prawa ręka Carpathii, były Najwyższy Zwierzchnik, Najwyższy Wielebny Ojciec Carpathianizmu, religii czczącej potentata Carpathię jako zmartwychwstałego boga, przebywa z Nicolae w Jerozolimie

## Miejsca wydarzeń
- Izrael
- Irak
- Grecja